# Heppsora
Heppsora är ett släkte av lavar. Heppsora ingår i familjen Tephromelataceae, ordningen Lecanorales, klassen Lecanoromycetes, divisionen sporsäcksvampar och riket svampar.
|          | Calvitimela                       |
|          |                                   |
| Heppsora | \| \| Heppsora indica \| \| \| \| |
|          | \| \| Heppsora indica \| \| \| \| |
|          | Heppsora indica                   |
|          |                                   |

|  | Heppsora indica |
|  |                 |